# Clube Atlético Mineiro
Clube Atlético Mineiro, mais conhecido como Atlético Mineiro, Atlético ou pelo apelido Galo, e cujo acrônimo é CAM, é um clube de futebol profissional brasileiro sediado na cidade de Belo Horizonte, Minas Gerais. Foi fundado em 25 de março de 1908 por um grupo de estudantes e suas cores tradicionais são o preto e o branco. Foi inicialmente chamado de Athlético Mineiro Football Club, adotando, em 1913, seu nome definitivo. Seu símbolo e alcunha mais popular é o Galo, mascote oficial desde o final da década de 1930.
Embora tenha atuado em outras modalidades esportivas ao longo dos anos, seu reconhecimento e suas principais conquistas foram alcançados no futebol. O clube é o maior campeão do Campeonato Mineiro com 50 troféus, além de ser o maior vencedor do Clássico Mineiro, com uma grande vantagem contra seu rival, o Cruzeiro. No âmbito nacional, foi campeão brasileiro por três vezes, em 1937, 1971 e 2021, além de outros cinco títulos nacionais oficiais: a Copa do Brasil em 2014 e 2021, a Copa dos Campeões do Brasil em 1978, e a Supercopa do Brasil de 2022. Na esfera internacional, possui quatro títulos oficiais: uma Copa Libertadores da América, duas Copas Conmebol e uma Recopa Sul-Americana.
Em 2014 o Atlético foi eleito o melhor time da América do Sul, e o 6º melhor do mundo, conforme o ranking elaborado pela IFFHS. No ano de 2017 o Atlético novamente apareceu no ranking da IFFHS, agora como melhor time da América do Sul e 13º do mundo. Em 2021, a IFFHS elaborou o ranking de clubes da América do Sul, com dados estatísticos de 2011 a 2020, no qual o Atlético se destacou como o 9º melhor clube da América do Sul na década. Em 2022, a IFFHS publicou novo ranking referente ao ano anterior e o Atlético foi eleito o 2° melhor clube do mundo na temporada 2021. Um outro grande feito do Atlético é o de ser, junto ao Dublin-URU, Santa Cruz, Arsenal-ING, e do Flamengo, um dos 5 únicos clubes do mundo que já venceram a Seleção Brasileira de Futebol.
De modalidades esportivas importantes ao longo da história atleticana, destacam-se o voleibol, onde o clube é ainda hoje o terceiro maior campeão estadual (apenas atrás do Minas Tênis Clube e do Sada Cruzeiro). O atletismo rendeu ao clube três conquistas na Corrida Internacional de São Silvestre, conquistados por João da Mata (1983) e Robert Cheruiyot (2007) no masculino, e Alice Timbilili (2007) no feminino. No futsal, o Atlético Pax de Minas, através de craques como Manoel Tobias e Falcão, dominou o Brasil e o mundo, conquistando títulos como a Taça Brasil em 1985, a Liga Futsal em 1997 e 1999, e a Copa Intercontinental em 1998.

## História

### Origens

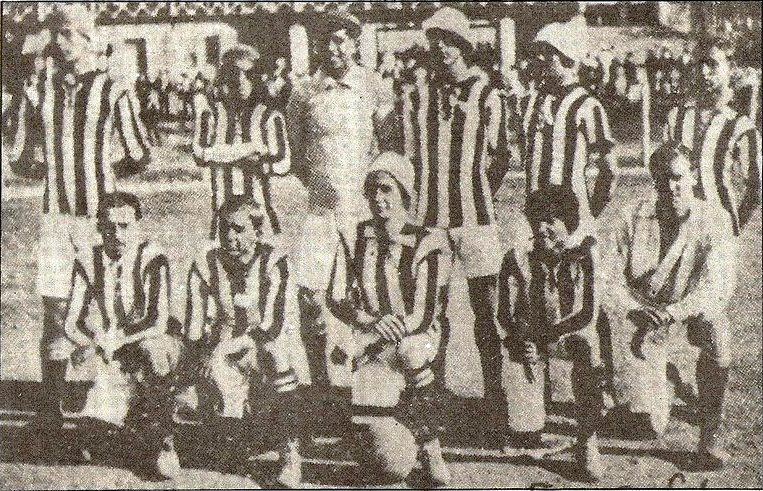
Time campeão estadual de 1915.

O Athlético Mineiro Football Club foi fundado em 25 de março de 1908 por um grupo de estudantes de classe média em Belo Horizonte. Quase um ano após seu surgimento o Atlético disputou sua primeira partida oficial: em 21 de março de 1909 venceu o Sport Club Foot-Ball por 3x0. O autor do primeiro gol foi Aníbal Machado, que anos mais tarde se transformaria em um dos grandes escritores da Literatura Brasileira por meio de sua obra principal: Viagem aos Seios de Duília. Em 1912, mudou a grafia do nome para a atual: Clube Atlético Mineiro. Alguns anos se passaram até que em 1914 a Liga Mineira de Esportes realizou a primeira competição oficial em Minas Gerais: a Taça Bueno Brandão.[carece de fontes?] O torneio foi patrocinado pelo governador Júlio Bueno Brandão, o Atlético foi o campeão. No ano seguinte, foi realizado o primeiro Campeonato Mineiro da história, também vencido pelo Atlético.[carece de fontes?] As duas grandes conquistas não significaram o prenúncio de uma hegemonia, pois foi o América Futebol Clube o dominador do futebol local por aqueles anos conquistando dez campeonatos estaduais consecutivos (1916 a 1925). Também Foi por essa época que Atlético e América passaram a protagonizar o Clássico das Multidões.

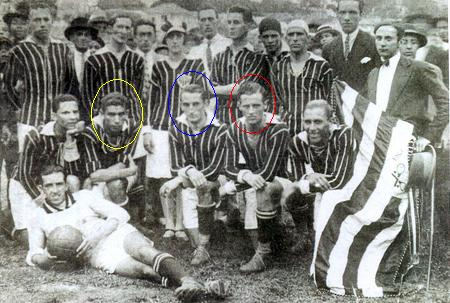
Mário de Castro, Jairo e Said: o Trio Maldito.

Para voltar a ser o protagonista do futebol mineiro, o Atlético reuniu uma grande equipe dirigida por Chico Neto, e posteriormente por Eugênio Medgyessy, e que contou com jogadores renomados como Carlos Brant, Nariz, Mário de Castro, Jairo e Said; sendo que os três últimos formaram uma das mais famosas linhas de ataque do período amador do futebol brasileiro: o Trio Maldito. Foi com esse time que o Atlético conquistou os títulos do Campeonato Mineiro de 1926, 1927, 1931 e 1932. O clube passou a experimentar um crescimento dentro e fora de campo: em 30 de maio de 1929 o Atlético inaugurou o Estádio Antônio Carlos, o primeiro estádio de Minas Gerais a possuir iluminação para jogos noturnos. A iluminação foi inaugurada em 9 de agosto de 1930 e contou com a presença do presidente da FIFA, Jules Rimet. Em 1 de setembro de 1930 o Atlético disputou a primeira partida internacional realizada em Minas Gerais. O time mineiro derrotou por 3 a 1 o Vitória de Setúbal de Portugal, campeão do Campeonato de Setúbal nas temporadas de 1927/1928 e 1928/1929, e do Campeonato de Lisboa nas temporadas de 1923/1924 e 1926/1927.
No final da década de 1930 o Atlético —que tinha Kafunga, Zezé Procópio e Guará— conquistou os títulos do Campeonato Mineiro de 1936, 1938 e 1939; os primeiros na fase profissional do futebol brasileiro. Por esse tempo a rivalidade entre Atlético e Cruzeiro transformou-se no Clássico Mineiro. As décadas de 1940 e 1950 foram ainda mais gloriosas para o clube: em 20 anos o time conquistou 12 campeonatos  —incluindo um pentacampeonato (1952 a 1956)— graças a craques como Murilo Silva, Bigode, Mexicano, Barbatana, Zé do Monte, Alvinho, Nívio Gabrich, Vaguinho, Carlyle, Orlando, Ubaldo Miranda, Paulo Valentim e Lucas Miranda, entre muitos. As duas décadas seguintes não foram tão prósperas: de 1960 a 1978 o Atlético conquistou apenas os títulos do Campeonato Mineiro de 1962, 1963, 1970 e 1976; no time estiveram nomes como Veludo, Mussula, Marcial de Mello, Djalma Dias, Procópio Cardoso, Grapete, Vanderlei Paiva, Ronaldo, Buglê, Buião, Lola, Dadá Maravilha e Tião, além de técnicos como Fleitas Solich.
No entanto, de 1978 a 1989 o Atlético conquistou nada menos que 11 campeonatos em 14 anos —incluindo um hexacampeonato (1978 a 1983)— sendo comandado magnificamente por estrelas como João Leite, Vantuir, Luisinho, Nelinho, Toninho Cerezo, Elzo, Palhinha, Zenon, Renato Morungaba, Ângelo, Marcelo Oliveira, Paulo Isidoro, Ziza, Éder Aleixo, Éverton Nogueira, Sérgio Araújo e Reinaldo. Nas décadas de 1990 e 2000 o clube viveu momentos variados e conquistou apenas os títulos de 1991, 1995, 1999, 2000 e 2007; os destaques do período foram Carlos, Taffarel, Velloso, Cléber, Caçapa, Galván, Mancini, Paulo Roberto, Doriva, Gallo, Gilberto Silva, Robert, Belletti, Lincoln, Gérson, Euller, Renaldo, Marques e Guilherme; além de Diego Alves, Danilinho e Éder Luís, responsáveis pelo título de 2007. Na década de 2010, o Atlético conquistou os títulos do Campeonato Mineiro de 2010, 2012, 2013, 2015 e 2017; tendo em seu time grandes estrelas como Victor, Bernard, Jô, Diego Tardelli, Ronaldinho, Robinho e Fred; além de técnicos de fama internacional como Vanderlei Luxemburgo.

### Anos 1930 e 1940

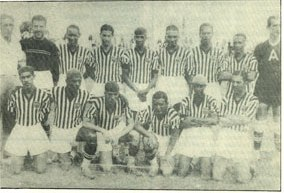
Time campeão do Brasil em 1937.

Em 1937 a FBF reuniu os campeões estaduais de 1936 para uma competição de carácter oficial. Ao todo foram seis equipes de cinco estados e duas regiões do Brasil: Distrito Federal, Rio de Janeiro, Minas Gerais e Espírito Santo, estados da Região Oriental; e São Paulo, estado da Região Meridional. Os participantes foram: Fluminense, campeão carioca de 1936 (LCF); a Portuguesa, campeã paulista de 1936 (APEA); o Atlético, campeão mineiro de 1936; o Rio Branco, campeão capixaba de 1936; o Aliança, campeão campista de 1936; e a Liga de Sports da Marinha, equipe dirigida pelo famoso técnico Nicolas Ladanyi.
O Fluminense foi apontado pela mídia esportiva da época como o candidato absoluto ao título. O Tricolor Carioca possuía um time extraordinário, formado por jogadores de muita categoria como Batatais, Carlos Brant, Preguinho, Russo, Romeu Pellicciari e Hércules, entre outras estrelas. Para muitos, esse foi o melhor time da história do Fluminense: foi com esse esquadrão que o clube conquistou o Torneio Aberto de 1935 e o Campeonato Carioca de 1936, derrotando na final o Flamengo de Leônidas da Silva e Domingos da Guia. A imprensa também ressaltava que o principal rival do time carioca na briga pelo título seria o Atlético, que também contava com jogadores de renome nacional como Kafunga, Zezé Procópio, Luiz Bazzoni e Guará.
Atlético e Fluminense protagonizaram a grande rivalidade do torneio. Na primeira rodada, os cariocas derrotaram os mineiros por 6 a 0 no Estádio das Laranjeiras; no returno, em partida realizada no Estádio de Lourdes, o Atlético venceu por 4 a 1. Após seis rodadas o time mineiro conseguiu quatro vitórias, um empate e sofreu apenas uma derrota, sagrando-se campeão do torneio. O título teve grande repercussão nacional, e vários anos depois continuou sendo bastante valorizado. Um claro exemplo foi em 1971, quando o Atlético conquistou o título do Campeonato Nacional de Clubes e diversos meios de comunicação ressaltaram que se tratava do segundo título nacional do clube. Em 2010 — quando a CBF unificou os títulos da Taça Brasil, Robertão e Brasileirão — cogitou-se a inclusão do título de 1937.
Em dezembro de 2021, o Atlético demonstrou interesse em ter a Copa dos Campeões de 1937 como equivalente ao Brasileirão, mas não fez um pedido formal ainda naquele ano.

### Anos 1950 e 1960

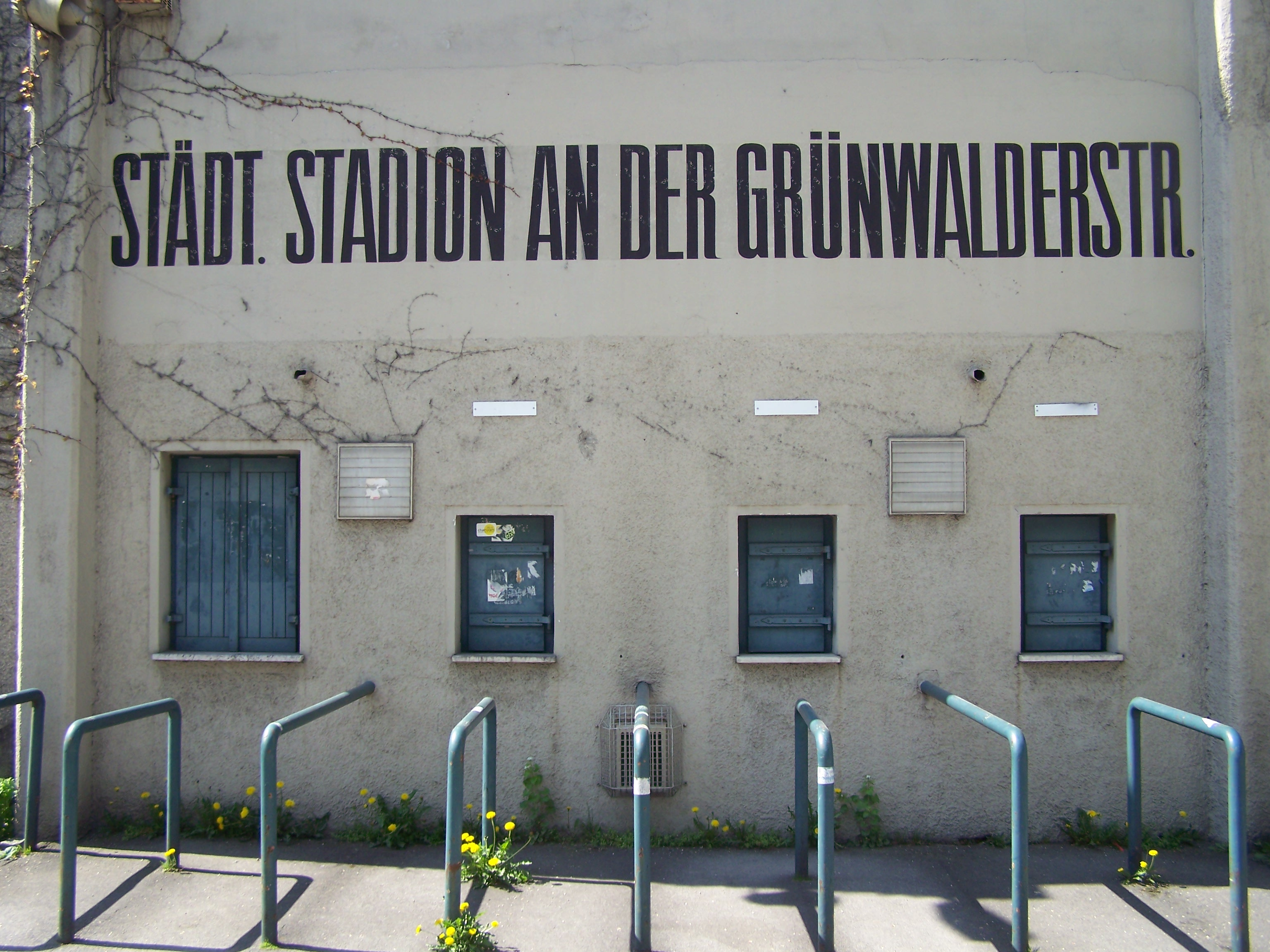
Bilheteria do Grünwalder Stadion em Munique (Alemanha): aqui começou a saga atleticana nos gramados europeus no inverno de 1950.

Em 1950 uma comissão formada sob a chancela da Federação Alemã (DFB) viajou ao Brasil para escolher um clube de futebol para realizar uma série de amistosos na Alemanha contra algumas das principais esquipes daquele país. O trauma do Maracanazo e a proximidade com a Segunda Guerra Mundial (em que Brasil e Alemanha estiveram em lados opostos) pode ter feito com que os clubes do Rio de Janeiro e de São Paulo — historicamente os centros futebolísticos do país — recusassem a participação nessa turnê abrindo espaço para um convite oficial ao Atlético, que por aquele tempo possuía um grande plantel dirigido pelo técnico Ricardo Díez e que contava com craques de renome como Kafunga, Barbatana, Zé do Monte, Nívio Gabrich, Alvinho, Vaguinho e Lucas Miranda.
A delegação atleticana chegou em Frankfurt em 27 de outubro onde foi recebida pela mídia esportiva alemã com entusiasmo, uma vez que o time mineiro era o primeiro clube brasileiro a jogar naquele país. O Atlético seguiu para Munique onde realizou sua primeira partida em solo europeu: o time brasileiro enfrentou o TSV 1860 München da Oberliga Süd, e venceu pelo placar de 4x3 diante de 35.000 espectadores no Grünwalder Stadion. Hamburgo foi a segunda parada, onde jogou contra o Hamburger SV da Oberliga Nord, que tinha em seu time nomes como Fritz Laband e Josef Posipal: o jogo terminou 4x0 para o Atlético diante de 20.000 pessoas no Rothenbaum, foi a primeira vez que o time alemão perdeu em casa para uma equipe estrangeira.
Apenas 24 horas depois do jogo em Hamburgo e o time viajou para Bremen para jogar no mesmo dia contra o Werder Bremen, e com a presença de 26.000 pessoas no Weserstadion o Atlético foi derrotado por 3x1. Após uma semana de repouso, a equipe viajou para Gelsenkirchen para enfrentar o FC Schalke 04 de Bernhard Klodt, Hermann Eppenhoff e Paul Matzkowski, entre outros grandes jogadores. O jogo também marcou a despedida de Ernst Kuzorra e Fritz Szepan. Aos vinte minutos do primeiro tempo a partida foi paralisada para que essas duas lendas do futebol alemão fossem homenageadas pelos mais de 30.000 torcedores presentes no Glückauf-Kampfbahn. Reiniciada a partida o Atlético venceu por 3x1. O time partiu para Viena e enfrentou o Rapid Viena diante de 60.000 pessoas no Pfarrwiese, a partida terminou 3x0 a favor dos austríacos.
O Atlético ainda foi até o Protetorado de Sarre jogar contra o 1.FC Saarbrücken, base da Seleção do Sarre que jogou as Eliminatórias da Copa de 1954: a partida terminou 2x0 para o Atlético com uma grande atuação do goleiro rival, o lendário Erwin Strempel. O Atlético seguiu para Bruxelas onde encarou no Constant Vanden Stock Stadium o RSC Anderlecht do famoso goleador Joseph Mermans: vitória por 2x1. O clube retornou à Alemanha para enfrentar o Eintracht Braunschweig da Gauliga Süd no Eintracht-Stadion, a partida terminou empatada em 3x3. Nesta etapa da excursão, os jogadores alvinegros já demonstravam sinais de desgaste físico devido as rigorosas condições climáticas. O próximo destino foi o Grão-Ducado de Luxemburgo, onde time mineiro jogou com o Union Luxemburgo, novo empate em 3x3. A turnê terminou em Paris com uma partida contra o Stade Français no Parc des Princes: vitória brasileira por 2x1. Outros dois jogos que já estavam agendados foram desmarcados devido ao estado de saúde dos atletas: contra o Arsenal FC em Londres, e contra o Lille em Paris.
Vários dos treinamentos e partidas da excursão de 1950, que ocorreu no inverno da Europa, foram realizados debaixo de neve, o que levou a imprensa a se referir ao clube como "Campeão do Gelo", alcunha incorporada no hino atual. No retorno à capital mineira, a população se reuniu na avenida Avenida Afonso Pena para celebrar a campanha, conforme relato de Vavá, atacante do clube na excursão: "A recepção em Belo Horizonte foi indescritível. Da rodoviária atual até a prefeitura, lotado de gente. A população deveria ser de 300 mil, 400 mil, no máximo. Praticamente a população toda estava lá. Ocupou aquele espaço todo. O Atlético é uma coisa fantástica."
Em 1969, o Atlético representou a Seleção Mineira contra ninguém menos que a Seleção Brasileira. A partida ocorreu no dia 3 de setembro. O técnico João Saldanha escalou para o jogo: Félix, Carlos Alberto, Djalma Dias, Joel e Rildo (Everaldo); Wilson Piazza, Gérson (Rivelino), Pelé e Jairzinho; Tostão (Zé Maria) e Edu (Paulo Cézar Caju), time considerado o melhor da história pela World Soccer. A Seleção vinha de finalizar com brilhantismo sua campanha nas Eliminatórias da Copa de 1970, quando ganhou todos os jogos que disputou. No entanto, diante de mais de 70 mil atleticanos no Mineirão foi derrotada pelo Atlético com gols de Amaury Horta (42') e Dadá Maravilha (65'), Pelé impedido fez o gol da Canarinha (50'). Um ano depois, a mesma Seleção se consagraria tricampeã mundial no México.

### Um clube de Série A

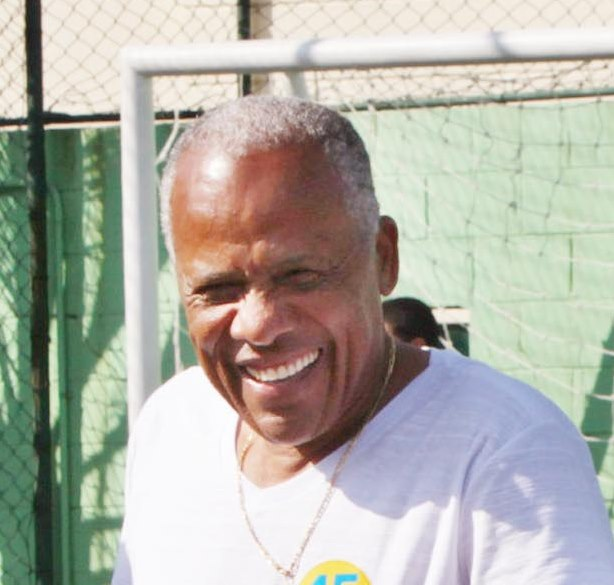
Dadá Maravilha: herói do título de 1971.

Em dezembro de 2010 a CBF anunciou a unificação dos títulos nacionais: a Taça Brasil, o Robertão e o Brasileirão passaram a ter o status de Série A. O Atlético foi o primeiro clube mineiro a disputar a Série A, e desde então transformou-se em um dos clubes mais importantes na história da competição: é um dos recordistas de participações (53 presenças), partidas disputadas (1.306 jogos), vitórias (552 triunfos) e gols marcados (1.888 tentos).

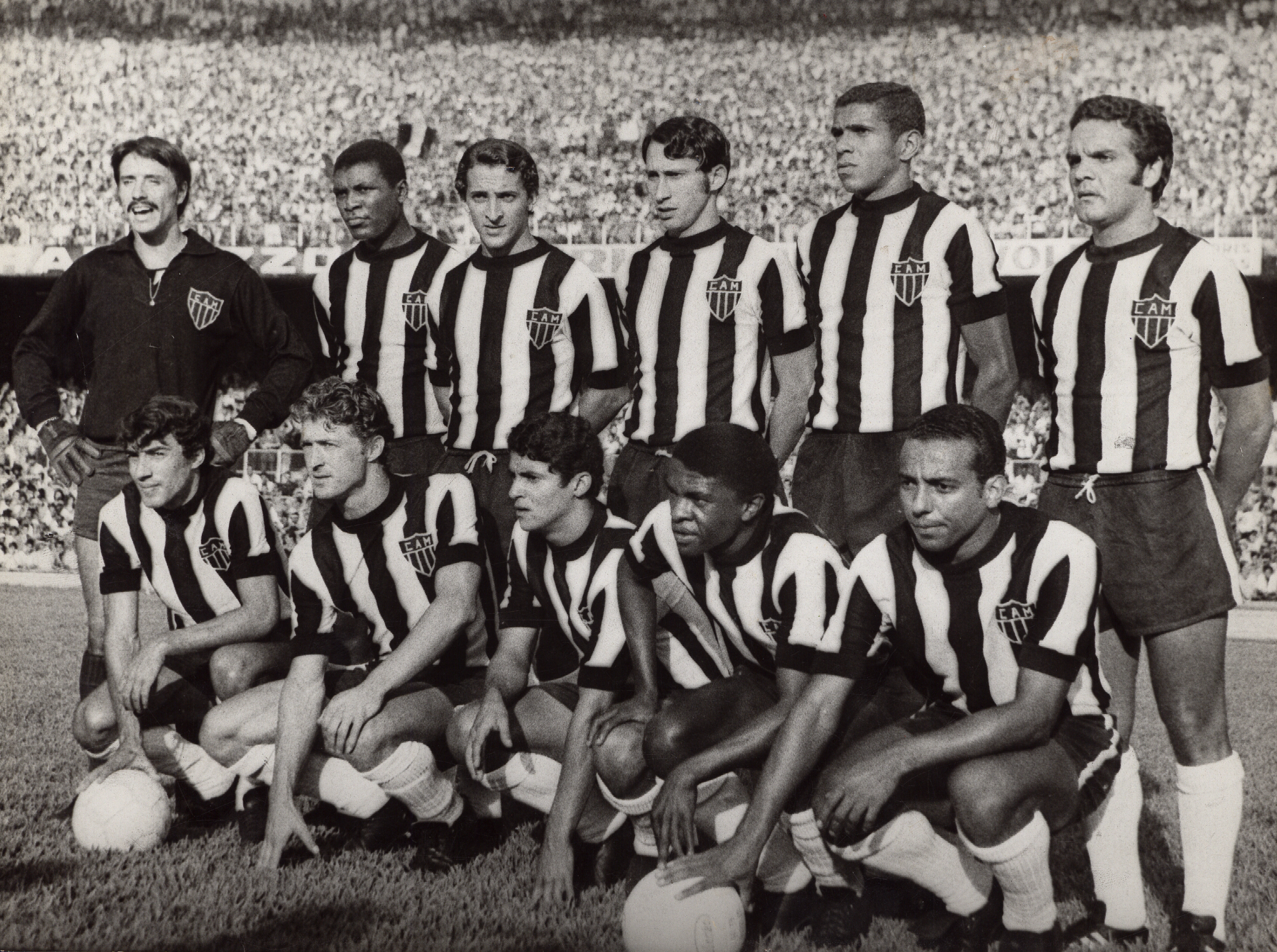
Time do Atlético, 1970. Arquivo Nacional.

A partir de 1971, passou a jogar o Campeonato Brasileiro tal como se conhece hoje: foi o campeão da primeira edição em 1971 e em 2021; vice em 1977, 1980, 1999, 2012 e 2015; sendo que em 17 ocasiões finalizou entre os quatro mais bem colocados.
Para ser o campeão brasileiro de 1971 o Atlético teve que desbancar o favoritismo de times como o Santos de Pelé, o Corinthians de Rivelino, o Botafogo de Jairzinho e o São Paulo de Gérson; onde os dois últimos foram derrotados pelo time no triangular final da competição. O plantel campeão tinha nomes como Renato, Humberto Monteiro, Grapete, Vantuir, Oldair, Humberto Ramos, Vanderlei, Ronaldo, Lola, Dadá Maravilha (artilheiro da competição com 15 gols), Tião, Careca, Romeu Cambalhota e Ângelo, além do técnico Telê Santana. No entanto, anos mais tarde o Atlético reuniria um time ainda mais brilhante que o de 1971: nomes como João Leite, Luisinho, Toninho Cerezo, Palhinha, Ângelo, Marcelo Oliveira, Paulo Isidoro, Ziza, Éder Aleixo e Reinaldo —considerado por muitos como o melhor jogador da história do Atlético — foram os responsáveis por levar o time às finais do Brasileirão de 1977 e 1980. Essa geração de grandes craques foi derrotada pelo São Paulo FC e pelo CR Flamengo em finais bastante polêmicas. A final de 1980 é considerada até hoje a Final de Todos os Tempos, onde se gerou uma grande rivalidade entre Atlético e Flamengo.
Depois de muitos anos, o Atlético —liderado por Cláudio Caçapa, Mancini, Alexandre Gallo, Belletti, Marques e Guilherme (artilheiro com 28 gols) —c chegouà final do Brasileirão de 1999 sendo derrotado pelo SC Corinthians em jogos marcados pelo equilíbrio entre as duas equipes. A partir de 2003, a Série A passou a ser disputada no sistema de pontos corridos. Desde então, o Atlético alcançou o segundo lugar, e consequentemente o vice-campeonato, em duas ocasiões: em 2012 — comum time recheado de estrelas como Victor, Bernard, Jô e Ronaldinho Gaúcho— e em 2015 — com nomes como Jemerson, Rafael Carioca, Jesús Dátolo e Lucas Pratto, entre outros.

### Sucessos pelo continente
As primeiras participações do Atlético em competições internacionais oficiais ocorreram nas edições da Copa Libertadores da América de 1972 —quando o time, liderado por Ladislao Mazurkiewicz, foi eliminado ainda na primeira fase — e de 1978 — quando chegou até a fase semifinal e foi eliminado em um grupo que tinha a CA River Plate e CA Boca Juniors. Em 1981 foi eliminado em uma partida extra contra o CR Flamengo que ficou marcada pela polêmica arbitragem de José Roberto Wright.
Foi tão somente nos anos 1990 que o Atlético conquistaria seus primeiros títulos internacionais oficiais. Em 1992 o time conquistou a primeira edição da Copa Conmebol (uma das precursoras da atual Copa Sul-Americana), que foi uma competição criada pela CONMEBOL para ser o equivalente regional da Copa da UEFA. O time campeão era composto por jogadores como João Leite, Paulo Roberto Prestes, Sérgio Araújo e Aílton Delfino, entre outros; e teve que superar equipes como Fluminense FC, Júnior da Colômbia, El Nacional do Equador e na final o Club Olimpia do Paraguai. Sete anos depois, o Atlético —dirigido pelo técnico Emerson Leão e com Cláudio Taffarel, Dedê, Lincoln, Marques e Valdir Bigode como principais estrelas— conquistou seu segundo título da Copa Conmebol derrotando a times como Portuguesa de Desportos, América da Colômbia, Universitario do Peru e o CA Lanús da Argentina. Com o título de 1997 o Atlético tornou-se recordista da competição.
Neste período, o Atlético foi também vice-campeão da Copa de Ouro Nicolás Leoz de 1993, da Copa Conmebol de 1995 e da Copa Master da Conmebol de 1996.

### Crise, acesso e reestruturação

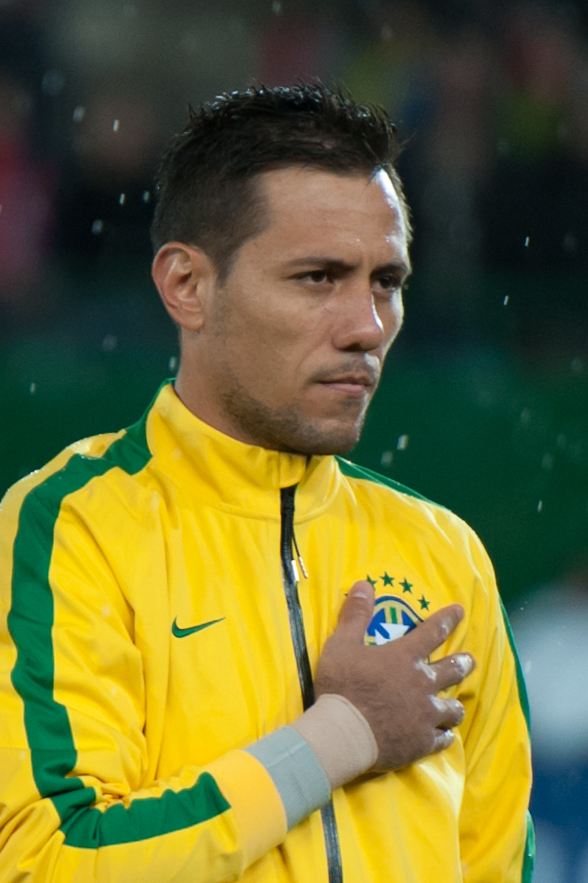
Diego Alves: destaque do time em 2006.

Depois de disputar a Copa Libertadores e a Copa Mercosul, ambos no ano de 2000, com relativo destaque o Atlético desempenhou um ótimo papel no Brasileirão de 2001 —quando Velloso, Cicinho, Gilberto Silva, Valdo, Marques e Guilherme levaram o time até a semifinal. Porém, a partir daí o Atlético passou a conviver com altos e baixos. Depois de fazer campeonatos regulares nos anos de 2002 e 2003 o time fez péssimas apresentações nos anos 2004 e 2005, sendo que nesta última edição foi rebaixado por primeira e única vez em sua história. A recuperação foi rápida e o time voltou à Série A na primeira tentativa, conquistando o título de campeão da Série B no ano seguinte, graças a nomes como Diego Alves, Éder Luís e Danilinho.
De 2008 a 2010, na obsessão de conquistar um título de grande expressão, a direção atleticana investiu exageradamente em contrações de peso. Foram contratados neste período goleiros como Aranha, Fábio Costa e Fabián Carini; defensores como Jayro Campos, Cáceres, Pedro Benítez, Réver, César Prates e Júnior; meio-campistas como Corrêa, Ricardinho, Petković, Daniel Carvalho, Diego Souza e Édison Méndez; e atacantes como Alfredo Castillo, Diego Tardelli e Wason Rentería; e ainda técnicos badalados como Vanderlei Luxemburgo. Em 26 de março de 2008 o Atlético celebrou o seu centenário. Dentro de campo, o time teve um péssimo desempenho.
Apesar dos reforços e contratações de alto custo, o Atlético não foi bem nas principais competições que disputou entre 2010 e 2011 como o Brasileirão, Copa do Brasil e Copa Sul-Americana. Seu melhor desempenho neste período foi quando chegou pela primeira vez à instância internacional da Sul-Americana na edição de 2010, sendo eliminado nas quartas-de-finais. No ano seguinte pelo Brasileirão  2011 o Atlético teve um péssimo retrospecto e brigou na parte de baixo da tabela contra o rebaixamento, nesse ano o clube contratou o técnico Cuca para salvar o time, o treinador teve um início complicado com resultados adversos, mas conseguiu se estabilizar e ajudar o clube a permanecer na série A. A temporada de 2011 foi uma das piores do Atlético na competição e ligou-se o sinal de alerta para o próximo ano, era preciso uma drástica mudança de planejamento e organização.

### Recomeço
No ano de 2012 e a diretoria do clube passou a conviver com muita pressão dos torcedores, o Atlético precisava a qualquer custo dar uma resposta dentro de campo a seu torcedor. O time entrou pressionado para a competição estadual daquele ano, porém ao longo da competição ele demostrou um excelente futebol, conquistando de forma invicta o campeonato mineiro de 2012 ao empatar em 1 a 1 com América no primeiro jogo, e vencer o segundo jogo por 3 a 0, quebrando assim um pouco da desconfiança por parte da torcida. Para o início do campeonato Brasileiro, o Galo reforçou o elenco com a contratação de jogadores como Jô, Júnior César, e Victor, mas a contratação mais bombástica e inesperada foi a de Ronaldinho Gaúcho, ele chegou a cidade do Galo no dia 4 de Julho de 2012, surpreendendo a toda imprensa esportiva quando foi visto treinando com os demais jogadores do elenco. Posteriormente o presidente do clube anunciou formalmente a contratação do jogador. R10 foi peça fundamental para o Galo ao longo da competição, sendo a referência central do elenco, junto aos companheiros Victor; Marcos Rocha, Réver, Leonardo Silva e Júnior César; Pierre, Leandro Donizete, Danilinho, Jô e Bernard; comandados pelo técnico Cuca, o Atlético voltava a ter destaque no Brasileirão depois de muitos anos, o time chegou a liderar a competição e a vencer o primeiro turno, porém no returno o time não obteve o mesmo desempenho e terminou na 2° colocação, se classificando para a Libertadores de 2013, competição que não disputava desde o ano 2000.

### A conquista da América

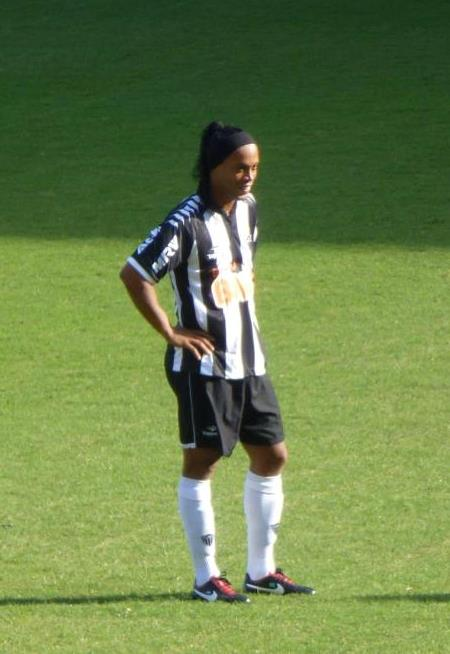
Ronaldinho: campeão da Libertadores em 2013 e ídolo do clube.

Classificado para a Copa Libertadores de 2013, a diretoria manteve a mesma base do ano anterior e contratou alguns jogadores experientes como Gilberto Silva, além de promover a volta do grande ídolo Diego Tardelli. O time teve um excelente desempenho em campo terminando a primeira fase como o melhor time do torneio. Nas quartas-de-finais o Atlético eliminou o São Paulo FC com um placar agregado de 6x2. Depois do grande duelo contra os paulistas o time mineiro eliminou o Club Tijuana e o Newell's com bastante sofrimento. Na finalíssima contra o Club Olimpia do Paraguai o Atlético conseguiu o título ao vencer os rivais nos pênaltis. A alegria só não foi maior porque a equipe não teve a mesma atuação na Copa do Mundo da FIFA no Marrocos no fim daquele ano quando teve que se conformar apenas com o 3º lugar.

### Recopa Sul-americana e Copa do Brasil
Veio 2014 e o Atlético ratificou sua posição de campeão sul-americano, conquistando a Recopa Sul-Americana contra o CA Lanús, campeão da Copa Sul-Americana no ano anterior. Ainda em 2014, o clube finalmente pagaria uma "dívida" com sua história na Copa do Brasil. Disputada desde 1989, o Atlético é o recordista de participações, com 23 presenças; é o quarto time com mais partidas disputadas, 140; é o quinto com maior número de vitórias, 72; é o terceiro time que mais marcou gols, 290; além de manter a maior goleada da competição, 11x0 contra o Caiçara na edição de 91. Mesmo com tantas estatísticas favoráveis, o clube jamais havia conquistado o título de campeão. Porém, a história mudou na competição de 2014; numa campanha emocionante o time eliminou Palmeiras, Corinthians e Flamengo, e na grande final venceu seu clássico rival para ficar com a taça.

### Ciclo de reestruturação
Em 2015, comandado por Levir Culpi o time conquistou mais uma vez o título de campeão mineiro. Na final o clube derrotou a surpreendente Caldense, no primeiro jogo ocorreu um empate por 0 a 0 e no segundo a vitória por 2 a 1. Na Copa Libertadores da América de 2015, o Atlético não fez uma boa campanha indo apenas até as oitavas de final, quando acabou sendo eliminado. No Campeonato Brasileiro, o Atlético brigou de forma acirrada pelo título até a reta final da competição, porém, não conseguiu conquistar o título e encerrou a competição como segundo colocado com 69 pontos, obtendo a classificação direta para a fase de grupos da Libertadores de 2016.
Entre os anos de 2016 e 2019 o Atlético passou por muitas reformulações, caracterizadas por diversas mudanças no comando técnico da equipe e investimentos em algumas contratações de peso, com destaque para os jogadores Robinho na temporada de 2016 e posteriormente Ricardo Oliveira em 2018, porém o Galo não obteve os resultados planejados em termos de títulos, conquistando apenas o Campeonato Mineiro de 2017, e as classificações para a Libertadores de 2017 e a pré libertadores de 2019.
No ano de 2020 baseado na queda de popularidade de técnicos nacionais. o Galo apostou na contratação do técnico venezuelano Rafael Dudamel, que chegou para comandar o clube com a missão de um realizar uma boa temporada, tendo em vista que a de 2019 não foi boa. Dudamel foi recebido com festa no aeroporto e grande expectativa por parte da torcida, porém sua passagem pelo Atlético foi decepcionante, o time foi eliminado na primeira fase da Copa Sulamericana perante o Club Atlético Unión e menos de uma semana eliminado nos pênaltis pelo Afogados na Copa do Brasil, sendo essa a gota d’água para o treinador, que foi demitido após o péssimo desempenho. Após os revés no início da temporada, o Galo só tinha o Campeonato Mineiro e o Brasileirão a ser disputado na temporada, a cúpula do clube se reuniu e foram em busca de um novo nome para comandar a equipe, e após longas negociações Jorge Sampaoli foi anunciado como novo treinador da equipe, esse seria o início de uma nova filosofia no clube. Sampaoli implementou um estilo de jogo agressivo ao Atlético, assumindo o clube na fase final do estadual conquistou o título do Campeonato Mineiro de 2020, após vencer o Tombense por 2 a 1 no primeiro jogo e 1 a 0 no jogo de volta. No Campeonato Brasileiro de 2020 logo na estreia o Galo venceu o Flamengo por 1 a 0 dentro do Maracanã, iniciando a partir dali uma excelente campanha na competição, com um estilo de jogo ofensivo que encantou muitas pessoas. O Atlético chegou a liderar a competição e era visto como um dos favoritos ao título, porém no returno o time teve uma queda rendimento que custou posições na tabela, e ao fim da temporada terminou na 3° colocação, três pontos atrás do líder, conquistando a vaga para a Libertadores de 2021. Após o termino da competição Sampaoli comunicou que não permaneceria como técnico do time, ele aceitou a proposta do Olympique de Marseille e foi para o futebol francês.

### Triplete Alvinegro (Tríplice Coroa Nacional)
Em 5 de março de 2021, a diretoria do clube oficializou a contratação de Cuca como novo comandante do clube, que retornava ao clube após a passagem vitoriosa em 2013. Nos primeiros jogos Cuca enfrentou rejeição de parte da torcida, e após alguns resultados iniciais e a drástica mudança no esquema tático, a imprensa questionava se o Atlético conseguiria manter o nível do futebol que o time de Sampaoli apresentara em campo. Passados alguns jogos, o Galo foi se acertando e obteve a melhor campanha da primeira fase do estadual obtendo assim o direito de jogar por dois resultados iguais nas fases finais. Posteriormente o time conquistou o bicampeonato do campeonato mineiro ao empatar os dois confrontos da decisão em 0-0 com o América.
Na Copa Libertadores o clube conquistou a melhor campanha da primeira fase da competição vencendo 5 jogos e empatando apenas 1. No campeonato brasileiro o Atlético começou com um revés diante do Fortaleza, perdendo por 2-1, e isso causou certa apreensão na torcida, porém o clube iria se recuperar de forma primorosa com uma sequência de vitórias, assumindo a liderança na 15° rodada ao vencer o Juventude no Rio Grande do Sul de virada por 2-1. A partir daquela partida, o alvinegro não saiu mais da liderança, abrindo grande margem sobre os adversários diretos.
Em paralelo a competição nacional o Galo eliminou nos pênaltis o Boca Juniors nas oitavas de final da Libertadores, e na sequência o River Plate ao vencer o time argentino por 3-0 no Mineirão. Com esses resultados o Galo se tornou o primeiro clube brasileiro a eliminar Boca e River em uma mesma edição de Libertadores. Nas semifinais o Galo enfrentou um revés contra o Palmeiras e foi eliminado da competição continental de forma invicta, por conta do regulamento do gol fora de casa. O Atlético não se abateu com a eliminação na competição continental e continuou focado na busca da conquista do Brasileirão e encerrar o jejum de 50 anos sem conquistar esse título. O time também jogava a Copa do Brasil, competição no qual enfrentou Remo, Bahia, Fluminense, Fortaleza e Athletico Paranaense.
Pela 32ª rodada do Campeonato Brasileiro, o Galo enfrentou o Bahia, precisando de uma vitória para ser o campeão antecipado. O Galo enfrentou um jogo complicado, com o Bahia marcando dois gols em quatro minutos. O Galo, por sua vez, não se abateu pelo placar e conseguiu uma virada histórica de 3-2, com um gol de pênalti de Hulk, e dois gols de Keno, em cinco minutos. Com isso, o Clube Atlético Mineiro conquistava o Bicampeonato da Competição, de forma antecipada, após 50 anos de espera. Ao fim da competição o Galo terminou com 84 pontos, sendo essa a segunda melhor campanha da história dos pontos corridos.
Ainda restava uma decisão pela frente, a Copa do Brasil, na qual o Atlético buscava o bicampeonato diante do Athletico Paranaense. O Galo massacrou o adversário no primeiro jogo em Belo Horizonte, vencendo por 4 a 0 e conquistando uma ampla vantagem para o jogo decisivo no dia 15 de Dezembro. No segundo jogo em Curitiba o Galo voltou a vencer o adversário por 2 a 1 e se sagrou bicampeão da Copa do Brasil, conquistando assim na temporada a Tríplice Coroa Nacional, da qual o Atlético optou por nomear o feito como Triplete Alvinegro.

## Símbolos

### Escudo

Primeiro escudo do Atlético, usado nas décadas de 1910 e 1920.

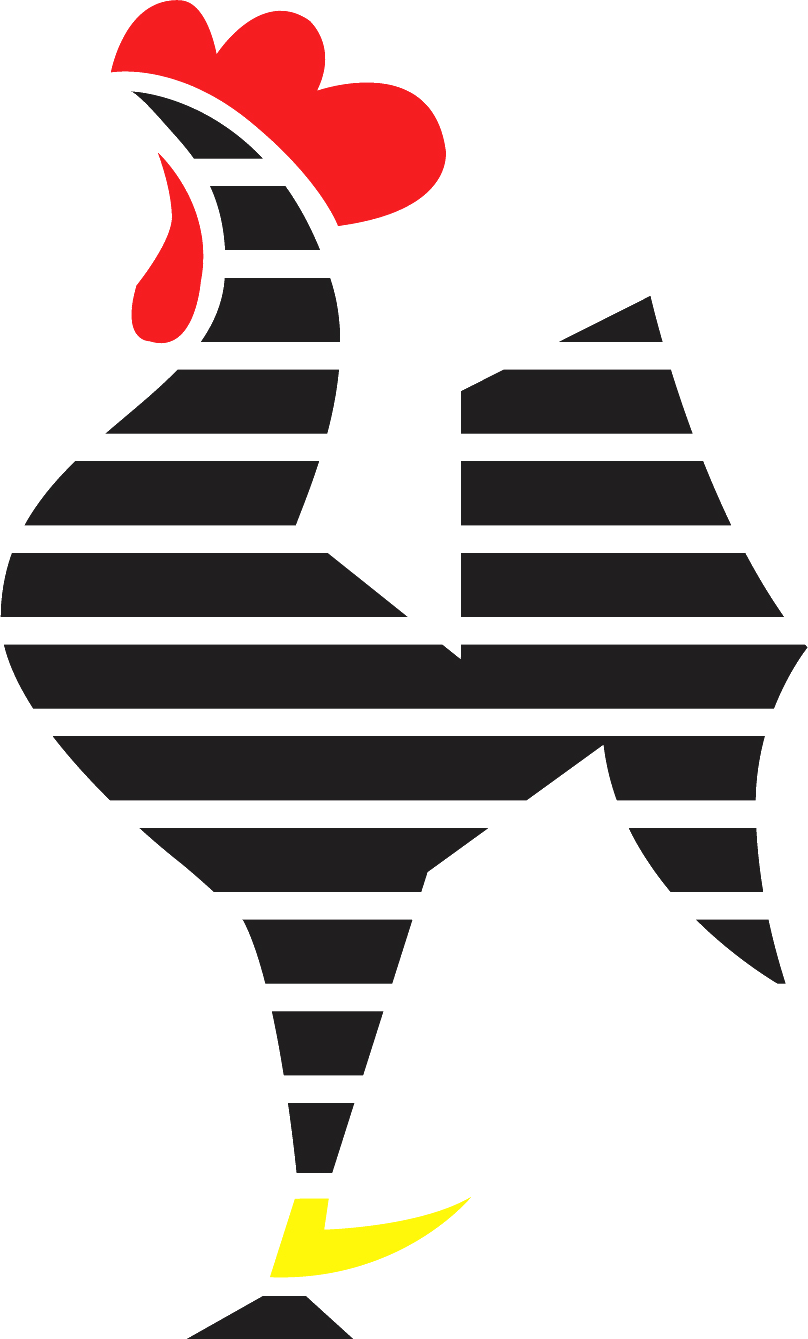
O Galo Volpi, símbolo popular entre os torcedores do Atlético, é informalmente reconhecido como "escudo secundário" do clube.

O escudo do Atlético é utilizado pelo clube desde 1922, tendo sofrido pequenas alterações até chegar no formato atual. A estrela amarela representa o Campeonato Brasileiro conquistado pelo Galo em 1971. O escudo também recebeu estrelas vermelhas em duas ocasiões: na conquista do Torneio Campeão dos Campeões, em 1978, e da 1ª Copa Conmebol, em 1992. As estrelas vermelhas foram retiradas em 1999.[carece de fontes?]

### Uniforme
O uniforme do Atlético Mineiro é composto por faixas verticais alvinegras (pretas e brancas) com o escudo no peito acima do coração. O número na parte de trás da camisa é dourado, vermelho, preto ou branco, dependendo da coleção. O calção é preto e as meias são brancas com listras pretas na horizontal ou totalmente brancas. Os uniformes reservas podem ser compostos por camisas brancas, calções brancos e meias pretas; ou por camisas pretas e calções brancos e meias pretas. O atual fabricante de material esportivo é a Adidas. Em 23 de fevereiro de 2009, o Atlético Mineiro teve a camisa do centenário eleita como a mais bonita do mundo, segundo o site Football Shirts, da Inglaterra. Em 17 de Janeiro de 2010, a camisa do Atlético Mineiro é eleita a mais bonita do Brasil, através do "S.E.E Trivela" que fez uma pesquisa entre jornalistas e blogueiros das camisas dos times brasileiros mais bonitas de 2009.
Uniforme dos jogadores
- Uniforme principal: Camisa listrada em preto e branco, calção preto e meias brancas;
- Uniforme reserva: Camisa branca, calção branco e meias pretas;
- Uniforme alternativo: Camisa preta, calção e meias pretas.

| 1º Uniforme | 2º Uniforme | 3º Uniforme |

Uniforme dos goleiros
- Camisa amarela, calção e meias amarelas;
- Camisa preta, calção e meias pretas;
- Camisa vermelha, calção e meias vermelhas.

| Cores do Time · Cores do Time · Cores do Time · Cores do Time · Cores do Time | Cores do Time · Cores do Time · Cores do Time · Cores do Time · Cores do Time | Cores do Time · Cores do Time · Cores do Time · Cores do Time · Cores do Time |

Uniforme de treino
- Camisa cinza, calção preto e meias brancas;
- Camisa preta, calção e meias pretas.

| Jogadores | C. Técnica |

#### Patrocinadores
O Atlético utiliza patrocínios em suas camisas alvinegras desde 1982 quando a Credireal estampou o seu logotipo. Em 1987, a Coca-Cola se tornou a patrocinadora oficial do Galo, assim como todos os clubes envolvidos na Copa União. No dia 25 de março de 2000, aniversário de 92 anos do clube, o marketing inovou na camisa ao estampar um patrocínio master denominado "Galo". Atualmente o patrocínio Master do Atlético é da empresa de apostas brasileira H2bet, enquanto que o Premium é realizado pela construtora MRV Engenharia. No meio da temporada 2022, o fornecedor de material esportivo do Galo passou a ser a empresa alemã Adidas.
Master
| - Credireal (1982) - Precon (1984) - Agrimisa (1986) - Coca-Cola (1987–1994) - Multivision (1995) - TAM (1995–1996) - Lousano (1997) - Tenda Construtora S/A (1997–1998) - 31 (1999) - Fiat (1999) | - GALO (2000) - Fiat (2001–2003) - RM Sistemas (2004) - MRV Engenharia (2004–2007) - Fiat (2008) - Banco BMG (2010–2014) - MRV Engenharia (2015) - Caixa (2016–2018) - Banco BMG (2019–2021) - Betano (2021–2024) - H2bet (2025–presente) |

Material esportivo
| - Rainha (1981–1982) - Adidas (1983–1985) - Penalty (1986–1990) - Dell"erba (1991) - Penalty (1992–1993) - Umbro (1994–1996) - Penalty (1997–2001)- - Umbro (2002–2004)- - Diadora (2005–2007)- | - Lotto (2008–2009)- - Topper (2010–2012) - Lupo (2013–2014) - Puma (2014–2016) - Dryworld (2016) - Topper (2017–2018) - Le Coq Sportif (2019–2022) - Adidas (2022–) |

### Mascotes

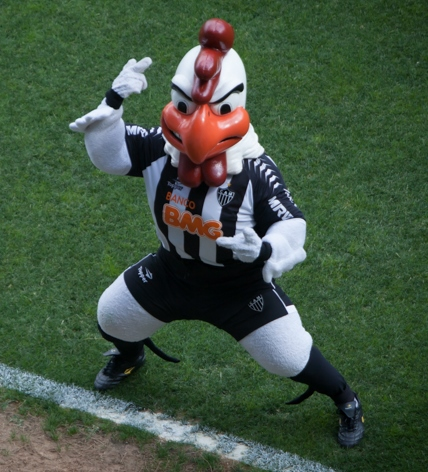
O Galo Doido.

O principal mascote do Atlético Mineiro é o Galo, que foi desenvolvido pelo chargista Fernando Pierucetti, o Mangabeira, no final dos anos 1930 e redesenhado em 1945 com a justificativa de que o "O Atlético sempre foi um time de raça. Mais parece um galo de briga, que nunca se entrega e luta até morrer". A popularização do mascote se tornou forte a partir dos anos 1950 e logo após a inauguração do Mineirão, na qual os torcedores do Atlético adotaram como grito de guerra o mascote do clube. A intensa identificação entre o mascote e a torcida pôde ser vista já em 1976, quando o Atlético se tornou o primeiro clube do mundo a utilizar mascotes mirins fantasiados de Galo na entrada em campo do time. Em uma partida válida pelo Campeonato Brasileiro de 2005 contra o Flamengo, outra novidade: nasce o personagem Galo Doido, o famoso mascote que acompanha os jogos do Atlético.

### Hino
O hino foi composto por Vicente Motta, em 1969. Já o primeiro hino oficial do clube foi composto em 1928 por Augusto César Moreira (música) e Djalma Andrade (letra).
No ano de 1997 o hino recebeu uma versão com a sonoridade atualizada para o final da década de 1990 do século XX, na voz da banda de rockabilly João Penca e Seus Miquinhos Amestrados, no álbum "Os Hinos dos Grandes Clubes Brasileiros cantados por Feras do Rock e da MPB".
No ano de 2004 o hino recebeu uma nova versão para a primeira década do século XXI, desta vez nas vozes de Antônio Julio Nastácia (vocalista da banda de rock Tianastácia) e Rogério Flausino (vocalista da banda de rock Jota Quest), na edição de 2004 do álbum "Os Hinos dos Grandes Clubes Brasileiros cantados por Feras do Rock e da MPB".

### Galo de Prata
O Galo de Prata é a comenda maior do clube, concedida desde janeiro de 1999 aos torcedores e organizações que de alguma forma ajudaram a construir a história do clube.

## Estrutura e patrimônio

### Diretoria
Atual (2021–2023)
| Presidente    | Vice-presidente      |
| Sérgio Coelho | José Murilo Procópio |

### Marca e valor de mercado
Em estudos atualizados do ano de 2022, a consultoria Sports Value publicou uma avaliação detalhada dos 30 principais times do futebol do Brasil e coloca o Atlético como o 4° mais valioso clube do país. Seus ativos e valor da marca foram avaliados em R$ 1,966 bilhões. O clube figura apenas atrás de Flamengo, Palmeiras e Corinthians.

### Sede social

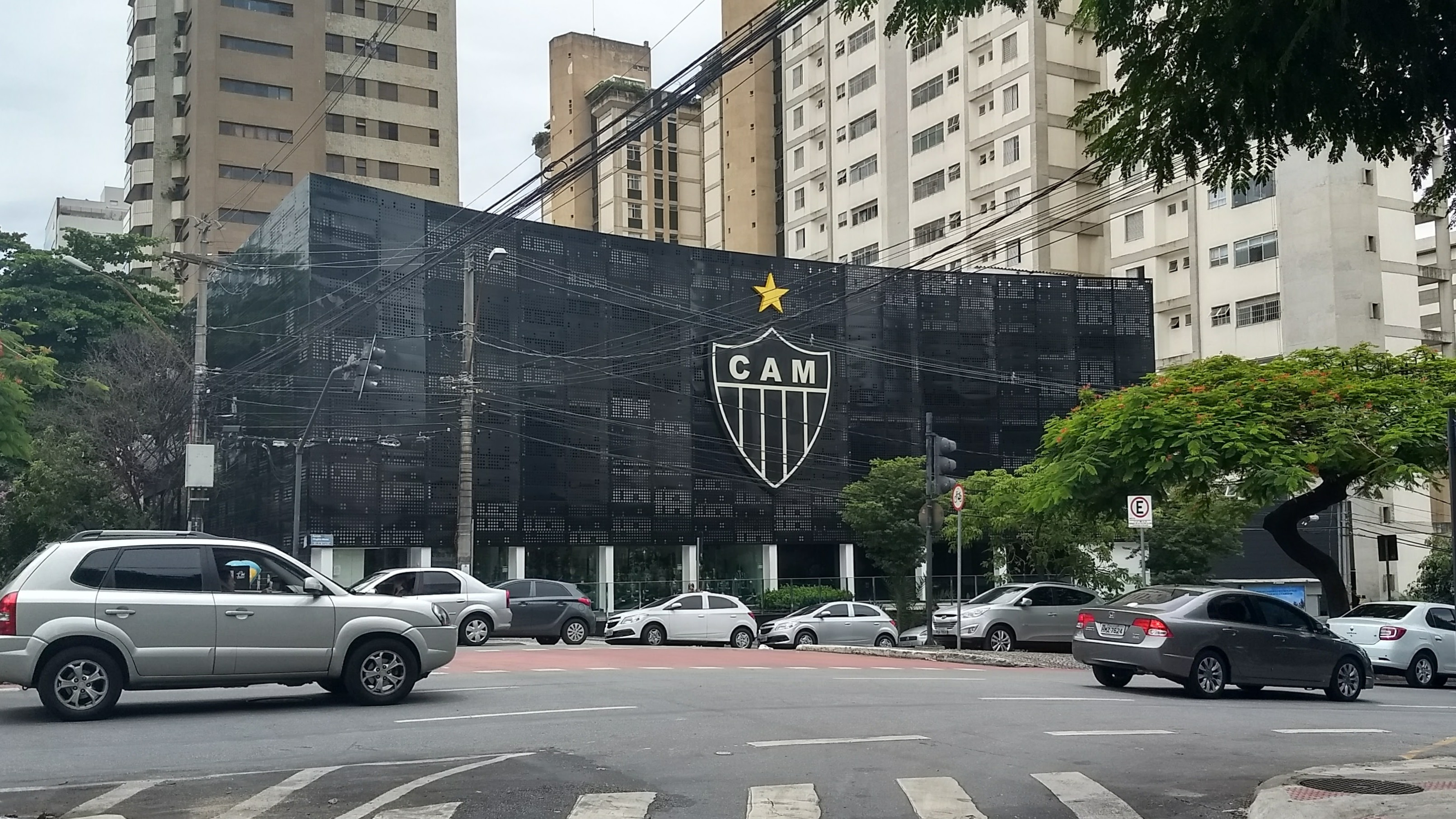
Sede do Clube Atlético Mineiro em Belo Horizonte.

A sede de Lourdes é um prédio de dois andares no bairro Lourdes em Belo Horizonte, onde funciona o setor diretivo e administrativo do C.A.M. Foi fundado em 1962, na data do aniversário do clube. Também abriga a Sala de Troféus Vilibaldo Alves e o Auditório Elias Kalil.

### Clube Labareda
Conjunto arquitetônico moderno, com quadras de esporte, piscinas, restaurantes e salão social panorâmico. Localizado às margens da Avenida Pedro I e ao lado da cabeceira do Aeroporto da Pampulha, com uma área de 150 mil métros quadrados.

### Centro de treinamento

Vista aérea da Cidade do Galo

A Cidade do Galo é o maior e mais completo centro de treinamento e concentração da América do Sul e foi construído na cidade de Vespasiano.
Em uso desde 1999, encontram-se em execução as obras do alojamento das categorias de base, com estrutura completa inclusive para acompanhamento escolar, e capacidade para 60 (sessenta) jovens. A etapa seguinte, será a conclusão das obras da concentração da equipe profissional com vinte apartamentos duplos, restaurante, cozinha industrial, auditório completo e área de lazer com piscina e salão de jogos.
Em 2014, a Cidade do Galo foi o centro de treinamento da Seleção Argentina de Futebol durante a Copa do Mundo.
Foi considerado como o melhor centro de treinamento do Brasil em 2010 e um dos cinco melhores centros de treinamento do mundo (único fora da Europa) em 2014 pelas emissoras de televisão SporTV e Eurosport, respectivamente.

### Diamond Mall

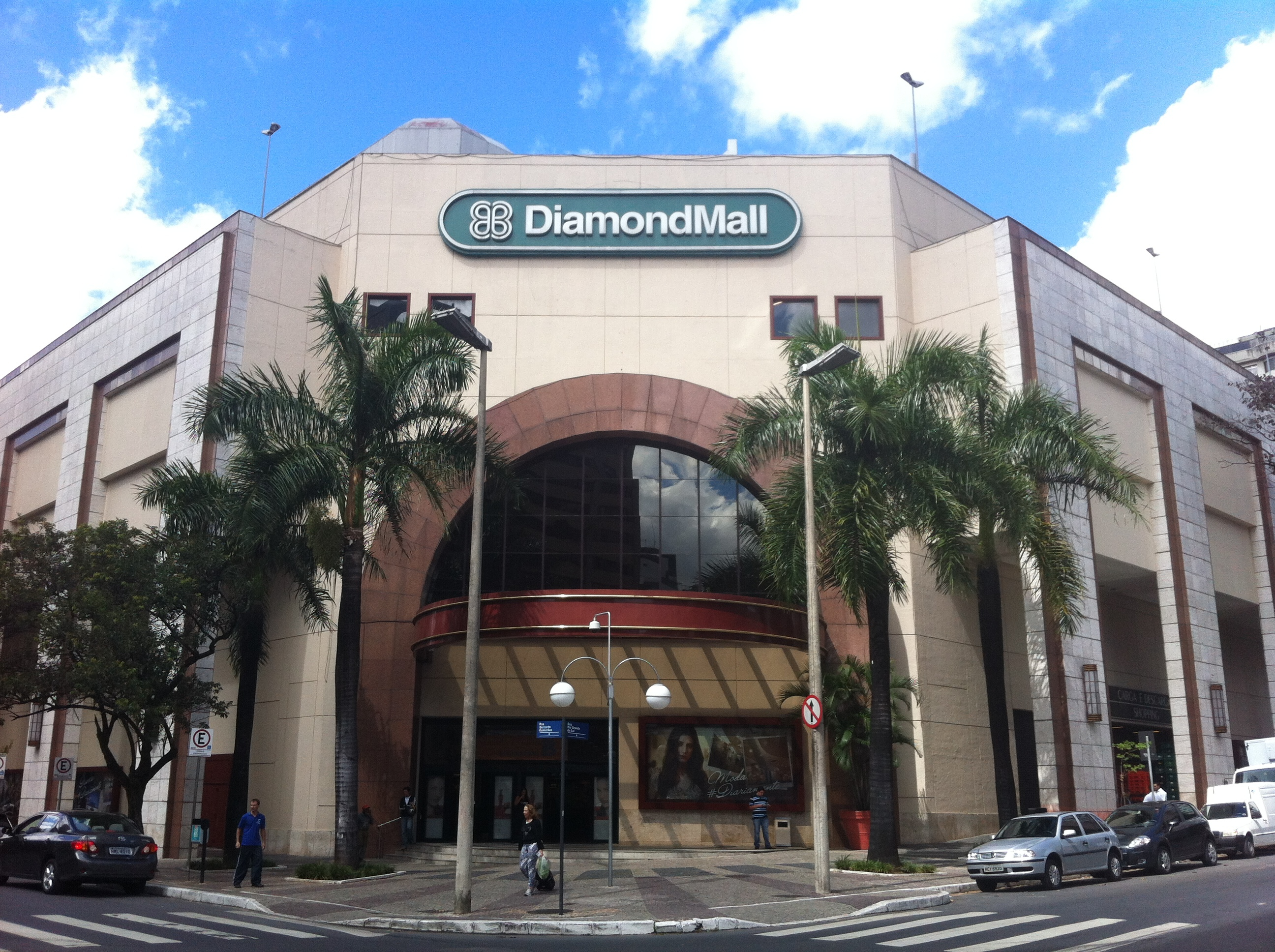
Entrada do Diamond Mall

O Diamond Mall é um importante centro comercial na cidade de Belo Horizonte, que foi inaugurado em 1996. Localizado na Avenida Olegário Maciel, no bairro de Lourdes, ao lado da sede social do clube, é um dos mais modernos e luxuosos shoppings do estado de Minas Gerais. Ocupa um quarteirão inteiro na região central de Belo Horizonte (21.386 m²), possui mais de 200 lojas, praça de alimentação, seis salas de cinema e quatro andares destinados a estacionamentos.
O terreno do shopping foi construído na área do Estádio Presidente Antônio Carlos, antigo campo do Atlético entre 1929 e 1969, tendo sido arrendado mediante contrato e acordo comercial firmados em 28 de julho de 1992 junto do consórcio MTS/IBR. O shopping chegou a constar como a segunda maior fonte de receitas para o Atlético em 2006, e, segundo o contrato de arrendamento, a edificação pertencerá totalmente ao clube depois de 30 anos a contar da inauguração. O acordo foi renovado em 2009 e passou a render ao clube 450 mil reais por ano.

### Vila Olímpica
A Vila Olímpica foi construída em 1973 e foi palco da preparação da Seleção Brasileira para a Copa do Mundo de 1982, e do Atlético Mineiro principalmente na década de 1970. Fazem parte da sua estrutura: campo de futebol com um gramado de alta qualidade, departamento médico, salão social, moderna e confortável sauna, academia de ginástica, parque aquático e restaurantes.

#### Estádio Antônio Carlos

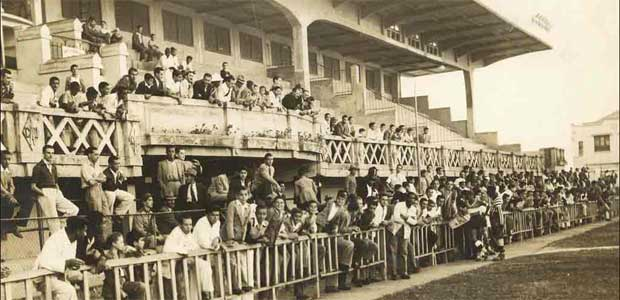
Estádio Antônio Carlos

### Estádios

#### Mineirão
Até o fim de 2019, o clube mandava seus jogos no Estádio Independência. O Estádio Governador Magalhães Pinto, o Mineirão, é o quarto maior estádio de futebol do Brasil, ficando atrás dos tradicionais Maracanã e Morumbi e do reformado Estádio Nacional de Brasília. O Atlético já mandou seus jogos no Estádio do Mineirão e, em 2020, volta a ter o Gigante da Pampulha como sua casa.

#### Estádio Raimundo Sampaio

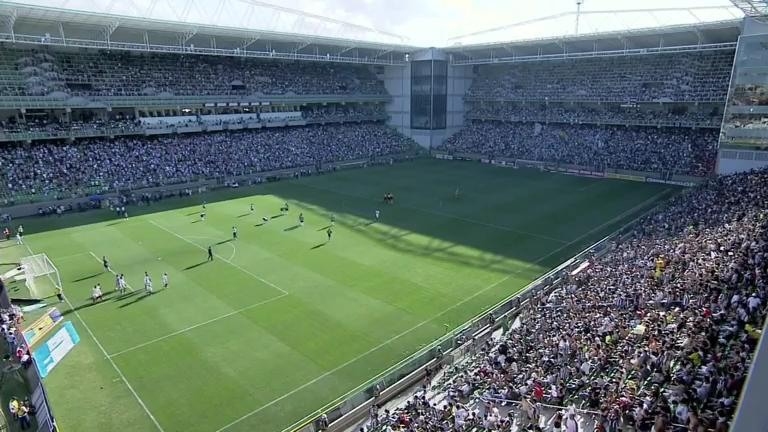
Estádio Raimundo Sampaio

O Estádio Raimundo Sampaio, mais conhecido como Arena Independência, é um estádio de futebol localizado no bairro do Horto, em Belo Horizonte, Minas Gerais, de propriedade do América Futebol Clube. Inaugurado em 1950 para a Copa do Mundo de futebol realizada no Brasil, passou por reformas de modernização para ampliar a segurança e o conforto, sendo rebatizado como Arena Independência em 2012.
Após uma ampla reforma, o governo mineiro abriu licitação à iniciativa privada, que foi vencida em dezembro de 2011 pelo grupo paulista BWA. No dia 14 de fevereiro de 2012, no entanto, a empresa assinou contrato de parceria de âmbito restrito comercial com o Atlético válido por dez anos, garantindo 45% da receita comercial do estádio. Após questionamentos do Ministério Público, no dia 24 foram realizadas alterações no texto do contrato para que não ocorram duplas interpretações, de maneira a garantir que a administração seja realizada exclusivamente pela BWA. Desta forma, o Clube Atlético Mineiro receberá 45% do resultado líquido apurado pela BWA.

#### Arena MRV

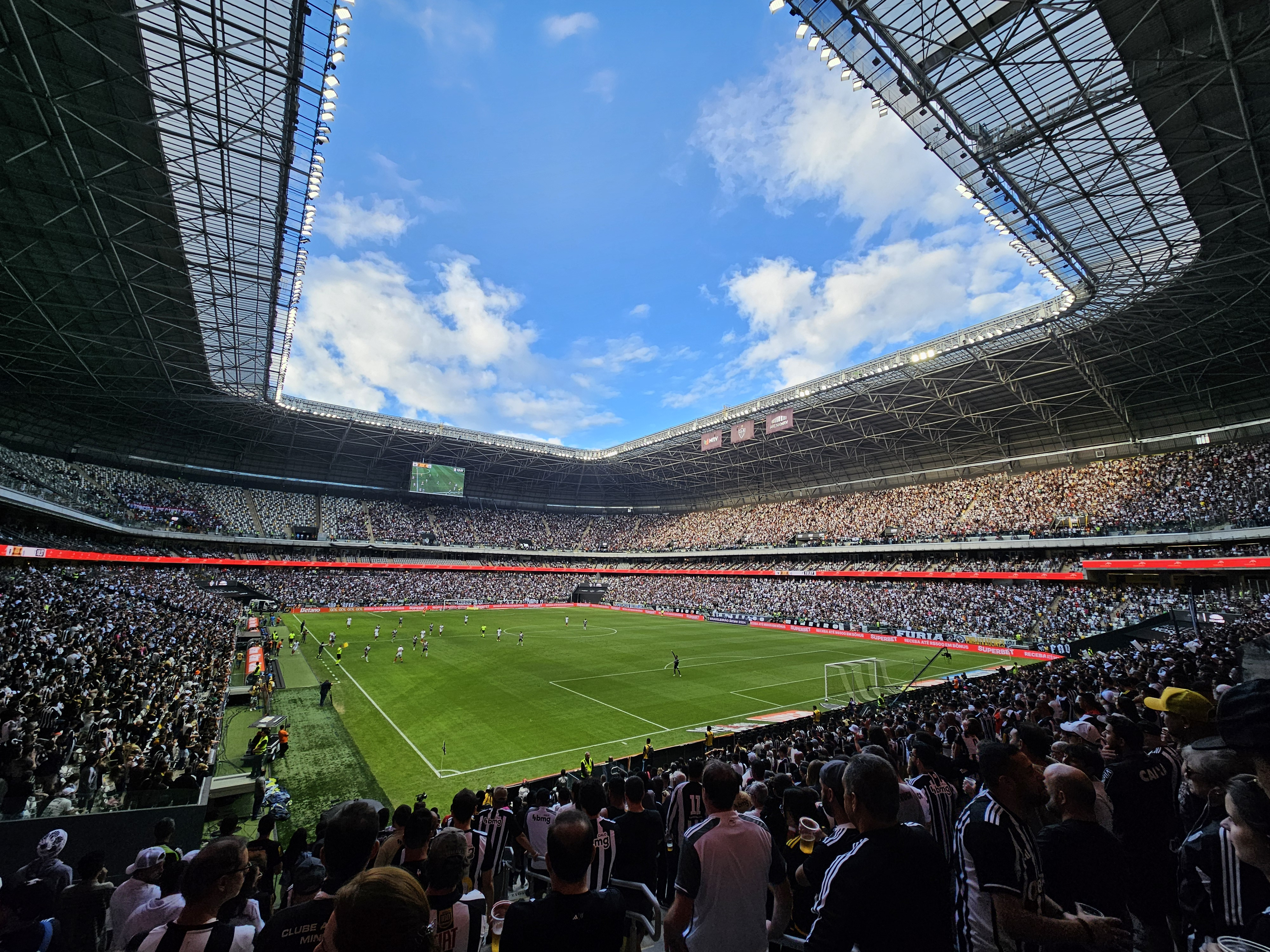
Arena MRV

Arena MRV é um estádio de futebol brasileiro localizado em Belo Horizonte, Minas Gerais, no bairro Califórnia. De propriedade do Clube Atlético Mineiro, sua capacidade é de 44.892 torcedores, sendo atualmente o 16º maior estádio do país.

## Torcida

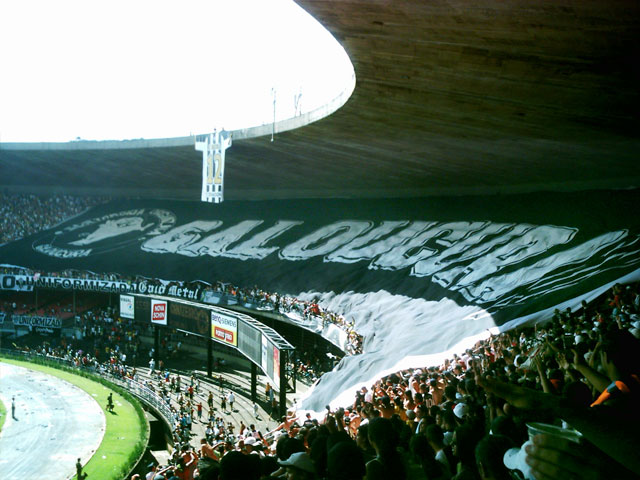
Torcida do Atlético no Mineirão.

Segundo pesquisa IBOPE de 2014, o Atlético é considerado o clube de fora do Eixo Rio-São Paulo mais popular do Brasil.
Em 2007 a prefeitura de Belo Horizonte publicou no Diário Oficial do Município uma lei instituindo o dia 25 de março como o Dia do Atleticano A Lei é originária do Projeto de Lei n° 1.368/07, de autoria do Vereador Reinaldo Lima.

### Recordes
Alguns dos vários recordes estabelecidos pela Massa Atleticana ao longo dos 100 anos de história do Galo:
- 1 - Campeão de público em dez das 43 edições do Campeonato Brasileiro (1971, 1977, 1990, 1991, 1994, 1995, 1996, 1997, 1999, 2001, 2021)[210][211]
- 2 - Segunda maior média de público pagante em todas as edições do Campeonato Brasileiro, com 24,6 mil torcedores por partida. Fonte: "É disso que o povo gosta" - Estudo realizado pela empresa de Gestão Esportiva Golden Goal em 2007.
- 3 - Recorde absoluto de público de todas as divisões do futebol brasileiro em 2006, com 606.520 pagantes em 19 jogos no Campeonato Brasileiro, média de 31.922 pagantes por partida.
- 4 - Maior público pagante da história do Mineirão (Atlético x Flamengo - 13 de fevereiro de 1980 - 115.142 pagantes), sem contar os clássicos regionais.
- 5 - Segunda maior média de público em uma única edição do Campeonato Brasileiro. (55.664 pagantes por jogo no Brasileiro de 1977).

#### Médias de público no Brasileirão
O Atlético foi o primeiro clube a ter alcançado a marca dos dez milhões de torcedores levados ao seu estádio no Campeonato Brasileiro, somando-se todas as suas participações desde o primeiro campeonato, em 1971. Ao final de 2006, 12.382.934 torcedores foram torcer pelo Galo na principal competição nacional.
O Atlético é o segundo colocado no ranking geral de médias de público em casa no Campeonato Brasileiro, contando todas as edições, atrás apenas do Flamengo. Possui a melhor média de público em 10 edições do campeonato brasileiro. Essas são as médias de público do Atlético ano a ano:
 Médias no Brasileirão
- *Temporadas disputadas na Arena do Jacaré, em Sete Lagoas.

## Títulos
| HONRARIAS    | HONRARIAS                       | HONRARIAS | HONRARIAS |
|              | Competição                      | Títulos   | Temporadas |
| ------------ | ------------------------------- | --------- | --- |
|              | Tríplice Coroa Nacional         | 1         | 2021 |
|              | 2° Melhor Clube do Mundo        | 1         | Condecoração outorgada em 2022 pela IFFHS, abrange o período de Janeiro a Dezembro de 2021. |
| CONTINENTAIS |                                 |           | |
|              | Competição                      | Títulos   | Temporadas |
|              | Copa Libertadores da América    | 1         | 2013 |
|              | Recopa Sul-Americana            | 1         | 2014 |
|              | Copa CONMEBOL                   | 2         | 1992 e 1997 |
| NACIONAIS    |                                 |           | |
|              | Competição                      | Títulos   | Temporadas |
|              | Campeonato Brasileiro           | 3         | 1937, 1971 e 2021 |
|              | Copa do Brasil                  | 2         | 2014 e 2021 |
|              | Supercopa do Brasil             | 1         | 2022 |
|              | Copa dos Campeões do Brasil     | 1         | 1978 |
|              | Campeonato Brasileiro - Série B | 1         | 2006 |
| ESTADUAIS    |                                 |           | |
|              | Competição                      | Títulos   | Temporadas |
|              | Campeonato Mineiro              | 50        | 1915, 1926, 1927, 1931, 1932, 1936, 1938, 1939, 1941, 1942, 1946, 1947, 1949, 1950, 1952, 1953, 1954, 1955, 1956, 1958, 1962, 1963, 1970, 1976, 1978, 1979, 1980, 1981, 1982, 1983, 1985, 1986, 1988, 1989, 1991, 1995, 1999, 2000, 2007, 2010, 2012, 2013, 2015, 2017, 2020, 2021, 2022, 2023, 2024, 2025 |
|              | Taça Minas Gerais               | 5         | 1975, 1976, 1979, 1986 e 1987 |
|              | Taça Belo Horizonte             | 3         | 1970, 1971 e 1972 |
|              | Torneio da FMF                  | 1         | 1974 |
|              | Torneio Incentivo Mineiro - FMF | 1         | 1993 |
|              | Torneio Início                  | 8         | 1928, 1931, 1932, 1939, 1947, 1949, 1950 e 1954 |
| MUNICIPAIS   |                                 |           | |
|              | Competição                      | Títulos   | Temporadas |
|              | Taça Bueno Brandão              | 1         | 1914 |
|              | Copa Belo Horizonte             | 1         | 1959 |
| TOTAL        |                                 |           | |
|              | Conquistas                      | Títulos   | Categorias |
|              | Títulos oficiais                | 82        | 4 Continentais, 8 Nacionais, 68 Estaduais e 2 Municipais |

 Campeão invicto

## Estatísticas

### Retrospecto em competições atuais
Competições nacionais (CBF)
| Competição            | Títulos | J     | V   | E   | D   | GP    | GC    |
| --------------------- | ------- | ----- | --- | --- | --- | ----- | ----- |
| Campeonato Brasileiro | 03      | 1.463 | 617 | 407 | 439 | 2.120 | 1.721 |
| Copa do Brasil        | 02      | 166   | 81  | 38  | 47  | 324   | 196   |

Competições sul-americanas (CONMEBOL)
| Competição                   | Títulos | J  | V  | E  | D  | GP  | GC  |
| ---------------------------- | ------- | -- | -- | -- | -- | --- | --- |
| Copa Libertadores da América | 01      | 91 | 40 | 26 | 25 | 137 | 100 |
| Copa Sul-Americana           | 00      | 28 | 10 | 4  | 14 | 29  | 34  |
| Recopa Sul-Americana         | 01      | 2  | 2  | 0  | 0  | 5   | 3   |

Competições mundiais (FIFA)
| Competição                | Títulos | J | V | E | D | GP | GC |
| ------------------------- | ------- | - | - | - | - | -- | -- |
| Mundial de Clubes da FIFA | 00      | 2 | 1 | 0 | 1 | 4  | 5  |

Legenda: J Jogos, V Vitórias, E Empates, D Derrotas, GP Gols Pró e GC Gols Contra
Retrospecto do Clube Atlético Mineiro em competições oficiais atuais.  Última atualização: 31 de dezembro de 2013

#### Temporadas
Participações
|  | Participações em 2024 |

| Competição           | Competição                   | Temporadas            | Melhor campanha             | Estreia | Última | P | R |
| Minas Gerais         | Campeonato Mineiro           | 111                   | Campeão (50 vezes)          | 1915    | 2025   |   | – |
|                      | Primeira Liga                | 2                     | Vice-campeão (2017)         | 2016    | 2017   |   |   |
| Brasil               | Campeonato Brasileiro        | 62                    | Campeão (1937, 1971 e 2021) | 1937    | 2024   |   | 1 |
| Brasil               | Série B                      | 1                     | Campeão (2006)              | 2006    | 2006   | 1 | – |
| Brasil               | Copa do Brasil               | 35                    | Campeão (2014 e 2021)       | 1989    | 2024   |   |   |
| Brasil               | Supercopa do Brasil          | 1                     | Campeão (2022)              | 2022    | 2022   |   |   |
|                      | Copa Libertadores da América | 14                    | Campeão (2013)              | 1972    | 2024   |   |   |
| Copa Sul-Americana   | 9                            | Semifinal (2019)      | 2003                        | 2020    |        |   |   |
| Copa Conmebol        | 5                            | Campeão (1992 e 1997) | 1992                        | 1998    |        |   |   |
| Recopa Sul-Americana | 1                            | Campeão (2014)        | 2014                        | 2014    |        |   |   |
|                      | Mundial de Clubes da FIFA    | 1                     | 3º colocado (2013)          | 2013    | 2013   |   |   |

### Jogadores
Última atualização: 25 de julho de 2025.
Futebolistas notáveis
| Artilharia      |      |
| Jogador         | Gols |
| Reinaldo        | 255  |
| Dadá Maravilha  | 211  |
| Mário de Castro | 195  |
| Guará           | 168  |
| Lucas Miranda   | 152  |
| Said            | 142  |
| Guilherme       | 139  |
| Ubaldo          | 135  |
| Marques         | 133  |
| Nívio           | 126  |

| Mais atuantes    |       |
| Técnico          | Jogos |
| Telê Santana     | 434   |
| Procópio Cardoso | 328   |
| Levir Culpi      | 320   |
| Cuca             | 248   |
| Barbatana        | 227   |
| Ricardo Diéz     | 171   |
| Iustrich         | 159   |
| Jair Pereira     | 134   |
| Marcelo Oliveira | 95    |
| Emerson Leão     | 92    |

Jogadores convocados para a Copa do Mundo